# Manuel Ossa Ruiz

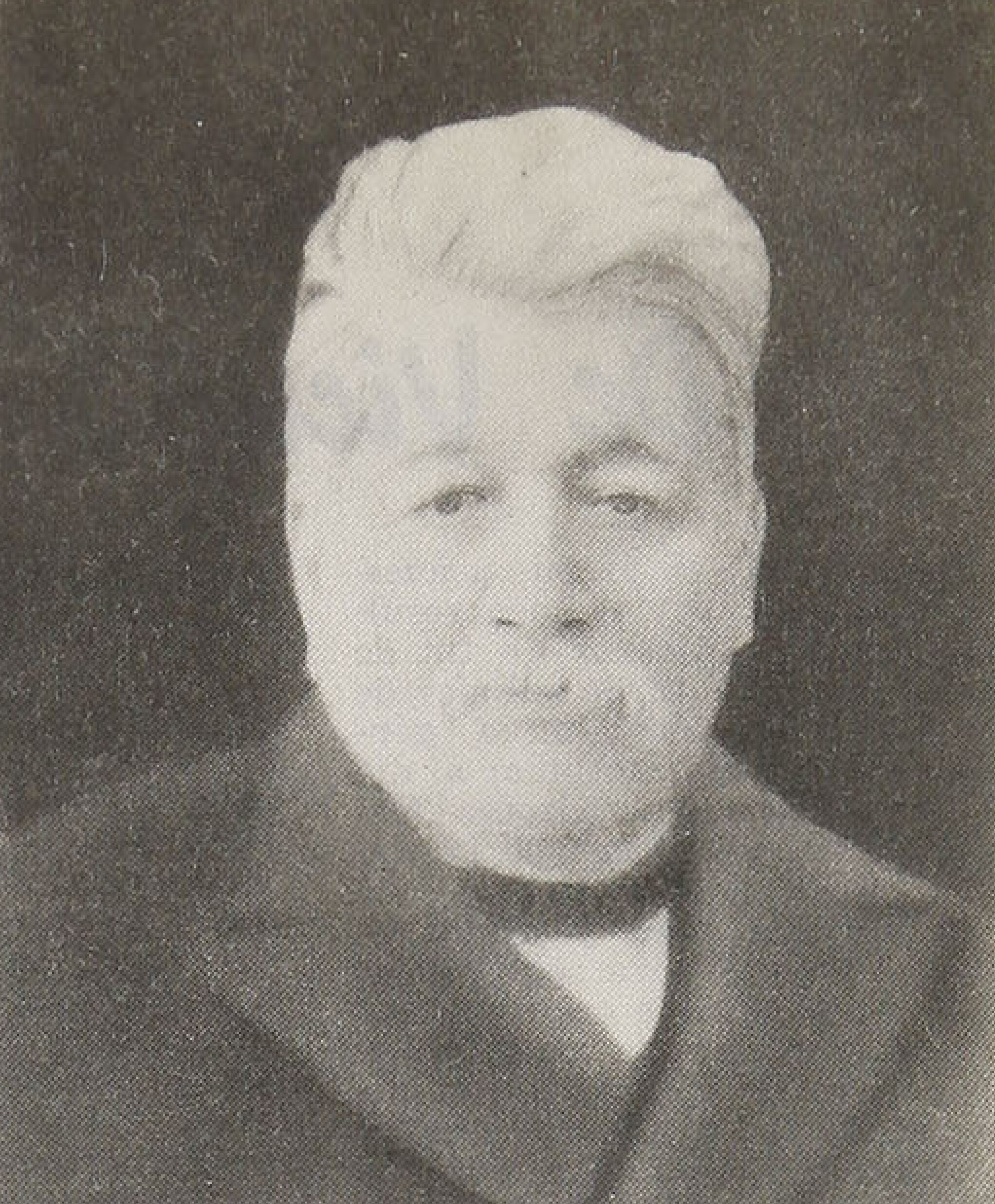
Manuel Ossa Ruiz.

Manuel Ossa Ruiz (Freirina, 24 de septiembre de 1854 - Viña del Mar, 5 de septiembre de 1929), empresario y político liberal chileno.
Hijo de José Santos Ossa Vega y Melchora Ruiz Correa. Casado con Blanca Sainte-Marie Echazarreta. Fue padre de Manuel Ossa Sainte-Marie, alcalde de Viña del Mar entre 1929 y 1931

## Labor Empresarial
Estudió sus primeras letras en la ciudad de Cobija, en Bolivia. En 1867 fue enviado a España e Inglaterra, donde estudió técnicas de ingeniería industrial. De regreso, su padre le pide dedicarse a las actividades agrícolas de la familia, en su fundo "El Porvenir" de Parral, donde desarrolló un trabajo de ingeniería como la construcción del Canal de Longaví para regadío; realizó obras sociales y de beneficencia, como la construcción del Hospital de Parral, un Club Obrero y una Escuela Nocturna.
En 1876 regresó al norte y exploró algunas zonas y en el mineral de Caracoles realizó importantes inversiones. Marchó a Perú (1877), donde hubo desarrolló una importante inversión en la empresa del salitre en Taltal y explotó las minas de plata en Caldera.
En Tocopilla construyó el ferrocarril al Toco. En el sur, realizó el ferrocarril de Osorno a Pichi Ropulli. Pero sin duda, una de sus más importantes obras fue la construcción del ferrocarril de Arica a La Paz, propuesta pública encomendada por el gobierno de Chile.

## Labor Parlamentaria
Militante del Partido Liberal. Fue elegido Senador por Linares (1897-1903). Integró la comisión permanente de Hacienda e Industria, la que en agosto de 1900 pasó a llamarse comisión de Industria y Obras Públicas.
Durante su labor parlamentaria se preocupó por mejorar las condiciones de los trabajadores, especialmente de la clase obrera. 
Contribuyó a la fundación de otros ferrocarriles en la pampa y a nuevos pueblos en diferentes lugares del territorio nacional; en Valparaíso fundó también, una Escuela Nocturna para Obreros. 